# Kutché
Kutché è il quarto album in studio del cantante algerino-marocchino Khaled e il primo invece per la cantante algerina Safy Boutella, pubblicato nel 1988.

## Tracce
1. La Camel – 5:33
2. Kutché – 5:59
3. El Lela – 5:02
4. Baroud – 3:58
5. Chebba – 5:48
6. Hana-Hana – 5:26
7. Chab Rassi – 5:04
8. Minuit – 5:58